# Polish Juniors
Das Polish Juniors (auch Polish Junior International genannt) ist im Badminton eine offene internationale Meisterschaft von Polen für Junioren. Es wurde erstmals 1990 ausgetragen und ist damit eines der traditionsreichsten Juniorenturniere im BE Junior Circuit. 2019 fand das Turnier zum 30. Mal statt. Es ist nicht zu verwechseln mit den Polish Junior Open.

## Die Sieger
| Saison    | Herreneinzel           | Dameneinzel         | Herrendoppel                           | Damendoppel                          | Mixed                                   |
| --------- | ---------------------- | ------------------- | -------------------------------------- | ------------------------------------ | --------------------------------------- |
| 1990 2002 | keine Daten            | keine Daten         | keine Daten                            | keine Daten                          | keine Daten                             |
| 2003      | Petr Koukal            | Nadieżda Kostiuczyk | Rafał Hawel Adam Cwalina               | Anna Rosko Nadieżda Kostiuczyk       | Rafał Hawel Nadieżda Kostiuczyk         |
| 2004      | Adam Cwalina           | Urška Silvester     | Wojciech Szkudlarczyk Adam Cwalina     | Sarah Bok Jenny Wallwork             | Tom Dunlop Jenny Wallwork               |
| 2005      | Dmytro Zavadsky        | Jana Vorotnikova    | Wojciech Szkudlarczyk Łukasz Moreń     | Sarah Bok Jenny Wallwork             | Tom Armstrong Catherine Grant           |
| 2007      | Dmytro Zavadsky        | Mariya Martynenko   | Dmytro Zavadsky Georgiy Natarov        | Mariya Martynenko Olena Mashchenko   | Zvonimir Đurkinjak Staša Poznanović     |
| 2008      | Matevž Bajuk           | Mariya Ulitina      | Matevž Bajuk Aljoša Turk               | Petra Hofmanová Šárka Křížková       | Adrian Dziółko Ewa Piotrowska           |
| 2009      | Alexandre Françoise    | Mariya Ulitina      | Petr Jelínek Marek Teller              | Mariya Ulitina Natalya Voytsekh      | Alexandre Françoise Marion Luttmann     |
| 2010      | Lucas Claerbout        | Natalya Voytsekh    | Lucas Corvée Joris Grosjean            | Yuliya Kazarinova Yelyzaveta Zharka  | Lucas Corvée Audrey Fontaine            |
| 2011      | Artem Pochtarev        | Yelyzaveta Zharka   | Matthew Nottingham Chris Coles         | Jessica Fletcher Helena Lewczynska   | Chris Coles Jessica Fletcher            |
| 2012      | Matthias Almer         | Delphine Lansac     | Bastian Kersaudy Antoine Lodiot        | Stacey Guérin Viktoriia Vorobeva     | Rodion Kargaev Viktoriia Vorobeva       |
| 2013      | Justin Teeuwen         | Marie Batomene      | Robin Tabeling Justin Teeuwen          | Myke Halkema Manon Sibbald           | Robin Tabeling Myke Halkema             |
| 2014      | Max Weißkirchen        | Clara Azurmendi     | Tanguy Citron Thomas Vallez            | Lole Courtois Delphine Delrue        | Alex Vlaar Cheryl Seinen                |
| 2015      | Vincent Medina         | Maja Pavlinić       | Alexander Dunn Adam Hall               | Katarina Galenić Maja Pavlinić       | Thomas Vallez Delphine Delrue           |
| 2016      | Miha Ivanič            | Maryna Iljinska     | Petr Beran Jan Louda                   | Vimala Hériau Margot Lambert         | Paweł Śmiłowski Magdalena Świerczyńska  |
| 2017      | Jan Louda              | Vivien Sándorházi   | Robert Cybulski Adam Szolc             | Wiktoria Adamek Izabela Pajek        | Danylo Bosniuk Yevgeniya Paksyutova     |
| 2018      | Danylo Bosniuk         | Mashiro Yoshikawa   | Bartosz Gałązka Maciej Matusz          | Miu Nirasawa Mashiro Yoshikawa       | Lukas Resch Miranda Wilson              |
| 2019      | Li Yunze               | Zhou Meng           | Dai Enyi Feng Yanzhe                   | Keng Shuliang Li Yijing              | Feng Yanzhe Li Yijing                   |
| 2020      | Christopher Vittoriani | Anna Siess Ryberg   | Egor Borisov Georgii Lebedev           | Simona Pilgaard Anna Siess Ryberg    | Marcus Rindshøj Mette Werge             |
| 2021 2022 | nicht ausgetragen      | nicht ausgetragen   | nicht ausgetragen                      | nicht ausgetragen                    | nicht ausgetragen                       |
| 2023      | Mateusz Golas          | Sofiia Lavrova      | Mikolaj Morawski Krzysztof Podkowiński | Anna Czuchra Julia Stankiewicz       | Mateusz Golas Julia Stankiewicz         |
| 2024      | Deepanshu              | Olga Szwarnowiecka  | Rafał Mielnik Krzysztof Podkowiński    | Veranika Stankevich Antonina Cybulka | Krzysztof Podkowiński Jogailė Kelečiūtė |